# Cellar Darling
Cellar Darling es un grupo suizo formado por Anna Murphy (voz, zanfoña), Ivo Henzi (guitarras y bajo) y Merlin Sutter (batería) el 7 de junio de 2016. El trío ha sido previamente parte del núcleo de la exitosa banda de folk metal, Eluveitie. 
El grupo surgió luego de la división inesperada en las filas de Eluveitie en 2016. Anna, Ivo y Merlin convirtieron su salida en un nuevo comienzo, y trasladaron su propia música bajo una nueva bandera. La música de Cellar Darling es una combinación de los riffs pesados de Ivo, la batería de alta intensidad de Merlín, y la voz única, frágil pero potente de Anna.
Con su primer lanzamiento, el sencillo «Challenge», junto con el bonus track 'Fire, Wind & Earth’', Cellar Darling ya está rompiendo los límites entre géneros musicales, mezcla de rock, metal y melodías de zanfoña en una poderosa mezcla.